# Angela Knight
Angela Ann Knight CBE (née Angela Ann Cook, le 31 octobre 1950) est une femme politique britannique, députée de la circonscription d'Erewash de 1992 à 1997 et secrétaire économique au Trésor de 1995 à 1997.

## Biographie
Né à Sheffield, elle étudie à l'internat du Collège Penrhos à Colwyn Bay et au Lycée de Sheffield .
Elle est ensuite allée à l'Université de Bristol, où elle obtient un BSc en chimie, et devient ingénieure chez Air Products, où elle est responsable du développement de produits pour l'azote. Elle créé et occupe le poste de directrice générale de Cook & Knight Metallurgical Processors Ltd, une société de traitement thermique sous contrat spécialisée dans le traitement des composants d'ingénierie de précision .
Elle est conseillère conservatrice au conseil municipal de Sheffield de 1987 à 1992. En avril 1992, elle est élue députée d'Erewash. Elle est Secrétaire économique du Trésor de 1995 à 1997. Elle perd son siège au Parlement face à Liz Blackman du Parti travailliste en 1997.
Elle devient directrice générale de l'APCIMS (l'Association des gestionnaires et courtiers en valeurs mobilières de la clientèle privée) en septembre 1997 jusqu'en 2006. Elle est nommée Commandeur de l'Ordre le plus excellent de l'Empire britannique pour ses services à l'industrie des services financiers dans la liste des honneurs du Nouvel An 2007 .
En avril 2007, elle est directrice générale de la British Bankers' Association. Bloomberg rapporte que, dans une déclaration de décembre 2008, elle a déclaré que le Libor pouvait être considéré comme "une référence fiable" .
Après un verdict contre le BBA à la Haute Cour en avril 2011, certains membres du BBA ont critiqué la gestion de l'affaire par Knight et lui ont demandé de démissionner de ses fonctions de directrice générale .
Le 1er avril 2012, elle démissionne de son poste de directrice générale de la BBA, mais déclare qu'elle resterait jusqu'à ce qu'un remplaçant soit trouvé .
Elle est nommée directrice non exécutive de Tullett Prebon en septembre 2011 ,.
En 2012, elle est nommée directrice générale de l'organisme commercial Energy UK, à compter de la fin du mois de juillet .
Elle est également directrice non exécutive de Brewin Dolphin et du Financial Skills Partnership. Auparavant, elle a été directrice non exécutive de Scottish Widows, de Logica, de la Port of London Authority, de Lloyds TSB et de South East Water ,.